# Félix Thelismar
Félix Antoine Thelismar (Watermaal-Bosvoorde, 8 februari 1916 - onbekend) was een Belgische atleet, gespecialiseerd in de sprint. Hij veroverde één Belgische titel.

## Atletiek
Thelismar werd in 1937 ondanks zijn mindere conditie omwille van zijn legerdienst Belgisch kampioen op de 200 m. Hij klopte uittredend kampioen Guthy. Hij was aangesloten bij Union Sint-Gillis. Eind 1937 werd hij slachtoffer van een zwaar verkeersongeval.

## Collaboratie
Thelismar wiens vader gemeentesecretaris was in Watermaal-Bosvoorde en voormalig kabinetschef van Marcel-Henri Jaspar, sloot zich tijdens de Tweede Wereldoorlog als instructeur aan bij het Waals Legioen. In 1944 werd hij daarvoor door de Koninklijke Belgische Atletiekbond levenslang geschorst. Na de Tweede Wereldoorlog werd hij veroordeeld tot vijf jaar. Hij was voortvluchtig en werd verdacht van een overval in Vilvoorde. Hij werd in 1950 gearresteerd in Parijs en het jaar nadien uitgeleverd aan België.

## Belgische kampioenschappen
| Onderdeel | Jaar |
| --------- | ---- |
| 200 m     | 1937 |

## Palmares

### 100 m
- 1936:  BK AC - 11,2 s

### 200 m
- 1936:  BK AC - 23,0 s
- 1937:  BK AC - 22,8 s